# Groupe de NGC 3607
Le groupe de NGC 3607 comprend au moins huit galaxies situées dans la constellation du Lion. La distance de Hubble moyenne entre ce groupe et la Voie lactée est égale à 20,7 ± 3,8 Mpc (∼67,5 millions d'al) et celle obtenue des mesures indépendantes du décalge est de 22,6 ± 2,2 Mpc (∼73,7 millions d'al)

## Membres
Le tableau ci-dessous liste les huit galaxies qui sont indiquées dans l'article d'Abraham Mahtessian paru en 1998. 
| Nom                       | Classification | Type                        | α (J2000.0)   | δ (J2000.0) | Vitesse radiale (km/s) | Magnitude apparente | Distance de Hubble (Mpc) | Distance indépendante (Mpc) | Diamètre (kal) |
| ------------------------- | -------------- | --------------------------- | ------------- | ----------- | ---------------------- | ------------------- | ------------------------ | --------------------------- | -------------- |
| NGC 3599                  | SA0?           | Lenticulaire                | 11h 15m 26.9s | 18° 06′ 37″ | 839 ± 5                | 12,0                | 17,3 ± 1,3               | 20,9 ± 3,0                  | 54             |
| NGC 3605                  | E4-5           | Elliptique                  | 11h 16m 46.6s | 18° 01′ 02″ | 642 ± 1                | 12,3                | 14,4 ± 1,1               | 24,5 ± 7,4                  | 36             |
| NGC 3607                  | SA0^0(s)?      | Lenticulaire                | 11h 16m 54.6s | 18° 03′ 06″ | 930 ± 3                | 9,9                 | 18,7 ± 1,4               | 21,3 ± 6,1                  | 99             |
| NGC 3608                  | E2             | Elliptique                  | 11h 16m 58.9s | 18° 08′ 58″ | 1253 ± 5               | 10,7                | 23,4 ± 1,7               | 25,0 ± 5,8                  | 52             |
| NGC 3626                  | (R)SA0^+(rs)   | Lenticulaire                | 11h 20m 03.8s | 18° 21′ 25″ | 1680 ± 30              | 13,3                | 26,7 ± 1,9               | 18,0 ± 3,2                  | 53             |
| NGC 3659                  | SB(s)m?        | Spirale barrée magellanique | 11h 23m 45.5s | 17° 49′ 07″ | 1299 ± 1               | 12,2                | 24,1 ± 1,7               | 24,4 ± 2,6                  | 60             |
| CGCG 1114,2+1804 UGC 6296 | Sc             | Spirale                     | 11h 16m 51.0s | 17° 47′ 55″ | 976 ± 2                | 13,84               | 19,4 ± 1,4               | 23,7 ± 2,1                  | 29             |
| CGCG 1115,6+1907 UGC 6320 | S?             | Spirale                     | 11h 18m 17.2s | 18° 50′ 50″ | 1149 ± 2               | 13,207 asinh        | 21,9 ± 1,6               | 22,6 ± N/A                  | 24             |

Le site DeepskyLog permet de trouver aisément les constellations des galaxies mentionnées dans ce tableau ou si elles ne s'y trouvent pas, l'outil du site constellation permet de le faire à l'aide des coordonnées de la galaxie. Sauf indication contraire, les données proviennent du site NASA/IPAC.